# Familienstiftung Pies-Archiv, Forschungszentrum Vorderhunsrück

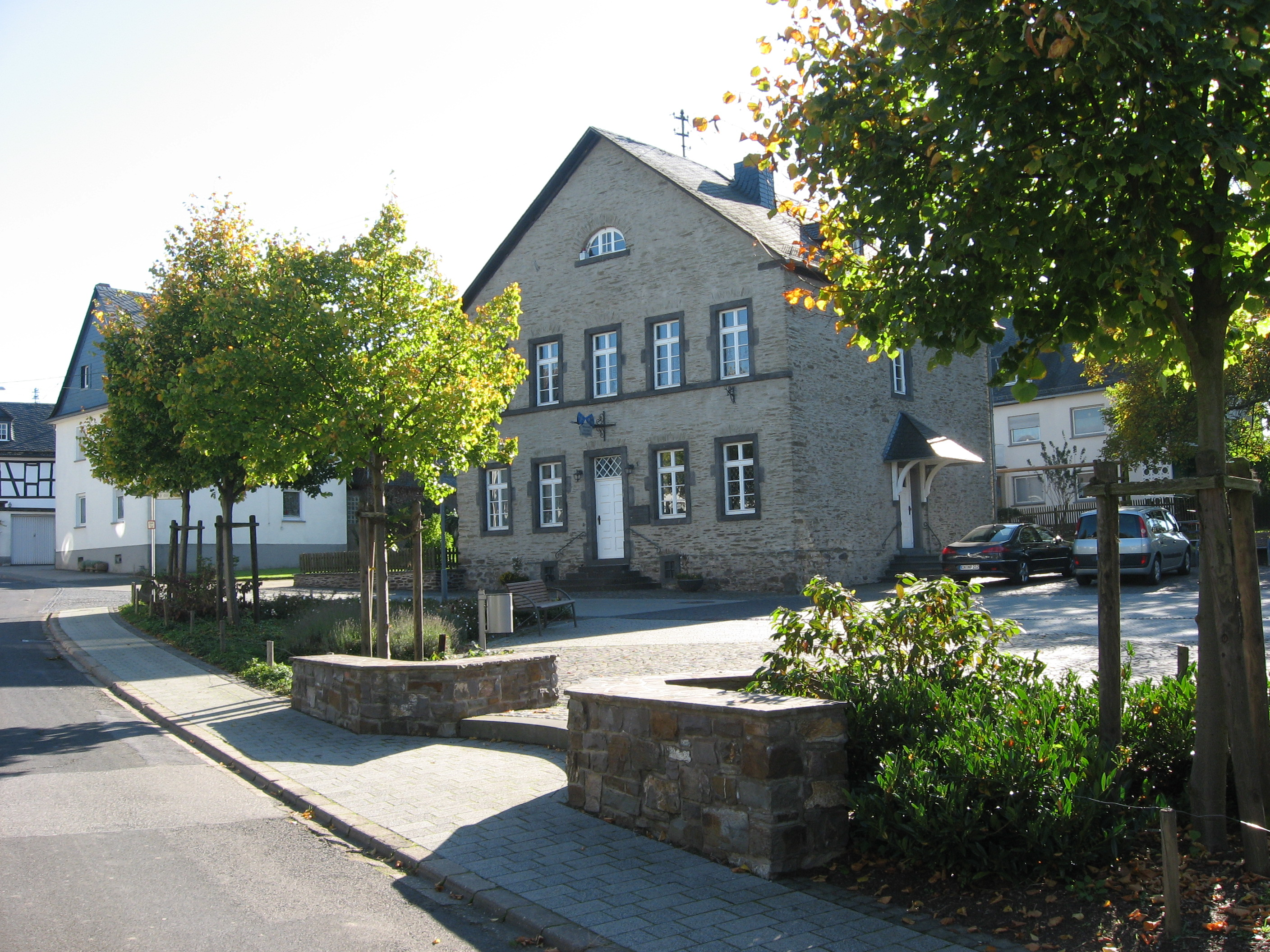
Museumsgebäude
(ehemaliges Pfarrhaus)

Die Familienstiftung Pies-Archiv, Forschungszentrum Vorderhunsrück e. V. mit Sitz in Dommershausen (Hunsrück) wurde 1986 von Eike Pies gegründet. Sie unterhielt von 1992 bis zu ihrer Auflösung 2019 ein Museum mit Archiv und Bibliothek zur Personen-, Regional- und Medizingeschichte. Heute wird die Einrichtung von der Ortsgemeinde Dommershausen als Vorderhunsrück-Museum und Pies-Archiv fortgeführt und von der letzten stellvertretenden Vereinsvorsitzenden Christa Rauschenberg betreut.

## Zweck des Vereins
Neben der weltweiten Erforschung der mehrhundertjährigen Geschichte der Familie Pies verfolgte der Verein den Zweck der historischen Erforschung (Kultur-, Orts- und Bevölkerungsgeschichte) des Gebietes von Hunsrück, Eifel, des Moselraumes, des Naheraumes und des Saarraumes insbesondere durch:
- Sammeln, Archivieren und Dokumentieren von Zeugnissen und Dokumenten, Bildzeugnissen, Nachlässen und Literatur,
- Veröffentlichungen des gesammelten Materials in Form von Schriftenreihen,
- Schaffung und Unterhaltung eines Forschungs- und Kommunikationszentrums mit einem für die Öffentlichkeit zugänglichen Museum,
- Herausgabe einer Mitgliederzeitung, die ein- bis zweimal im Jahr erschien,
- Informationsveranstaltungen, bei denen Forschungsergebnisse mitgeteilt wurden,
- Pflege der Verbindung mit Archiven, Bibliotheken, Verlagen und Redaktionen,
- Information der heimischen wie der auswärtigen Öffentlichkeit,
- Beschaffung und Verwendung von Finanzmitteln.

## Bibliothek
Die umfangreiche Präsenz-Bibliothek enthält zahlreiche Bücher zur Regionalgeschichte sowie Orts- und Familienchroniken. Die Sammlung von bisher zum Teil unveröffentlichten „Familienbüchern“ des Hunsrück-, Eifel- und Saargebietes umfasst 2.400 Orte mit Daten vieler Millionen Personen der letzten vier Jahrhunderte und darüber hinaus, die auf Kirchenbuchauswertungen und Auswertungen weltlicher Quellen basieren. Dies ermöglicht Familienforschern, in kürzester Zeit individuelle Stamm- und Ahnenreihen zu erstellen.

## Museum
Das Vorderhunsrückmuseum beherbergt neben Dauerausstellungen zur Geschichte der Medizin, der Regionalgeschichte und der Geschichte der Familie Pies, insbesondere zur Geschichte der Hunsrücker Knochenflicker Wechselausstellungen.

## Archiv
Im Archiv werden aufbewahrungswerte Stücke (Möbel, Schmuck, Landkarten, Originalurkunden etc.) aus der Familie Pies und der Region aufbewahrt.

## Museumsgebäude
Das Gebäude wurde 1837/38 mit Bruchsteinen als katholisches Pfarrhaus erbaut. In den Jahren 1991/92 konnte das Haus nach der alten Bauakte restauriert und für den heutigen Zweck hergerichtet werden. Sehenswert sind die von der Glaskünstlerin Elisabeth Neumann-Wagner neu geschaffenen 34 farbenprächtigen Wappenfenster.

## Wissenschaftliche Spezialprojekte
Im Forschungszentrum werden wissenschaftliche Projekte konzipiert, durchgeführt und begleitet, darunter:
- Dissertationen: In den vergangenen Jahren wurden fünf medizinische und zwei juristische Dissertationen betreut.[6][7][8][9][10]

- Mundart-Audiothek: 2014 wurde von dem damaligen Vorstandsvorsitzenden Norbert Pies mit der Mundart-Audiothek ein Projekt initiiert, womit dem immer rapideren Aussterben der mundartlichen Vielfalt entgegengewirkt werden soll, indem die unzähligen Nuancen vor allem der Hunsrücker, Eifeler und moselländischen Dialektvarianten aufgezeichnet und kommenden Generationen nicht nur schriftlich, sondern auch phonetisch überliefert werden sollen. 2016 organisierte er vor diesem Hintergrund das erste wissenschaftlich geprägte Hunsrücker Mundartsymposion mit Begleitausstellung.[11]

## Publikationen
Bisher hat der Verein mehrere Dutzend Bücher, Broschüren, Hörspiele und Filme zur Familiengeschichte Pies und zur Regionalgeschichte veröffentlicht. Hier folgt eine kleine Auswahl.

### Regionalgeschichte
- Eike Pies: Waldeck im Hunsrück – Geschichte der Herrschaft, der Burg und des Schlosses sowie des gleichnamigen Ritter-, Freiherren- und Grafengeschlechtes, Sprockhövel–Düsseldorf 1983
- Eike Pies: Pies – Piesen – Piesacken, 1. Teil Mönchengladbach 1986, 2. Teil Sprockhövel-Dommershausen 1992; japanische Ausgabe Tokyo 1998
- Eike Pies: Geschichte der ehemaligen Herrschaft Waldeck mit den Dörfern Dorweiler, Korweiler und Mannebach, Sprockhövel 1989
- Eike Pies: Dommershausen – Geschichte eines Hunsrückdorfes, Dommershausen-Sprockhövel 1993
- Eike Pies: Heraldische und andere Kostbarkeiten, Dommershausen-Sprockhövel 2009

### Familienforschung
- Eike Pies: Bürgerbücher der Stadt und des Amtes Kastellaun 1568–1798, Sprockhövel-Kastellaun 1991
- Eike Pies: Scharfrichter- und Schindersippen – Geschichte einer "unehrlichen" Berufsgruppe vom 16. bis zum 18. Jahrhundert, dargestellt am Beispiel des ehemaligen Kurfürstentums und Erzstifts Trier sowie in den angrenzenden Herrschaften, mit einer CD-ROM, Solingen 2001

### Familiengeschichte Pies
- Eike Pies: 101 alte und probate Geheim-Rezepte – Aus den Aufzeichnungen einer Hunsrücker Medicus-Dynastie, 1. Aufl. Briedel 1993, 2. Aufl. Briedel 1994
- Eike Pies: Diederich Pies (1590–1666), Pfalz-Neuburgischer und Kaiserlicher Regimentsfeldscherer, Begründer der modernen Chiropraktik, Dommershausen-Sprockhövel 2006
- Eike Pies: Pater Dr. Otto Pies S.J. (1901–1960) – Sein Leben in Bildern, Selbstzeugnissen und Augenzeugenberichten, Dommershausen-Sprockhövel 2011
- Eike Pies: Der Pies hilft in Knochen, die Pies in den Wochen – Eine sprichwörtliche Familie im Spiegel der Literatur, Wuppertal 2011

### Museumsgebäude
- Eike Pies: Das Alte Pfarrhaus in Dommershausen und seine Wappenfenster, Dommershausen/Sprockhövel 2013

### Mitgliederzeitung
Die Mitgliederzeitung Die Pies-Chronik erschien von 1986 bis 2018 (68 Ausgaben) meist zweimal jährlich und enthält neben Familien-Personalia auch viele Original-Abhandlungen zur Regionalgeschichte. Die ersten 29 Jahrgänge (1986–2014, Ausgaben 1-58) liegen auch als Digitalisat vor.

## Einordnung in Wissenschaft und Verbände
Das Museum hat für den internationalen Austausch das Bibliothekssigel ISIL DE-MUS-935317, der Verein war Mitglied der Deutschen Arbeitsgemeinschaft genealogischer Verbände, der angeschlossene Verlag war Mitglied des Börsenvereins des Deutschen Buchhandels.